# 双折射

傳播通過雙折射物質的兩種偏振相互垂直的光線所產生的位移。

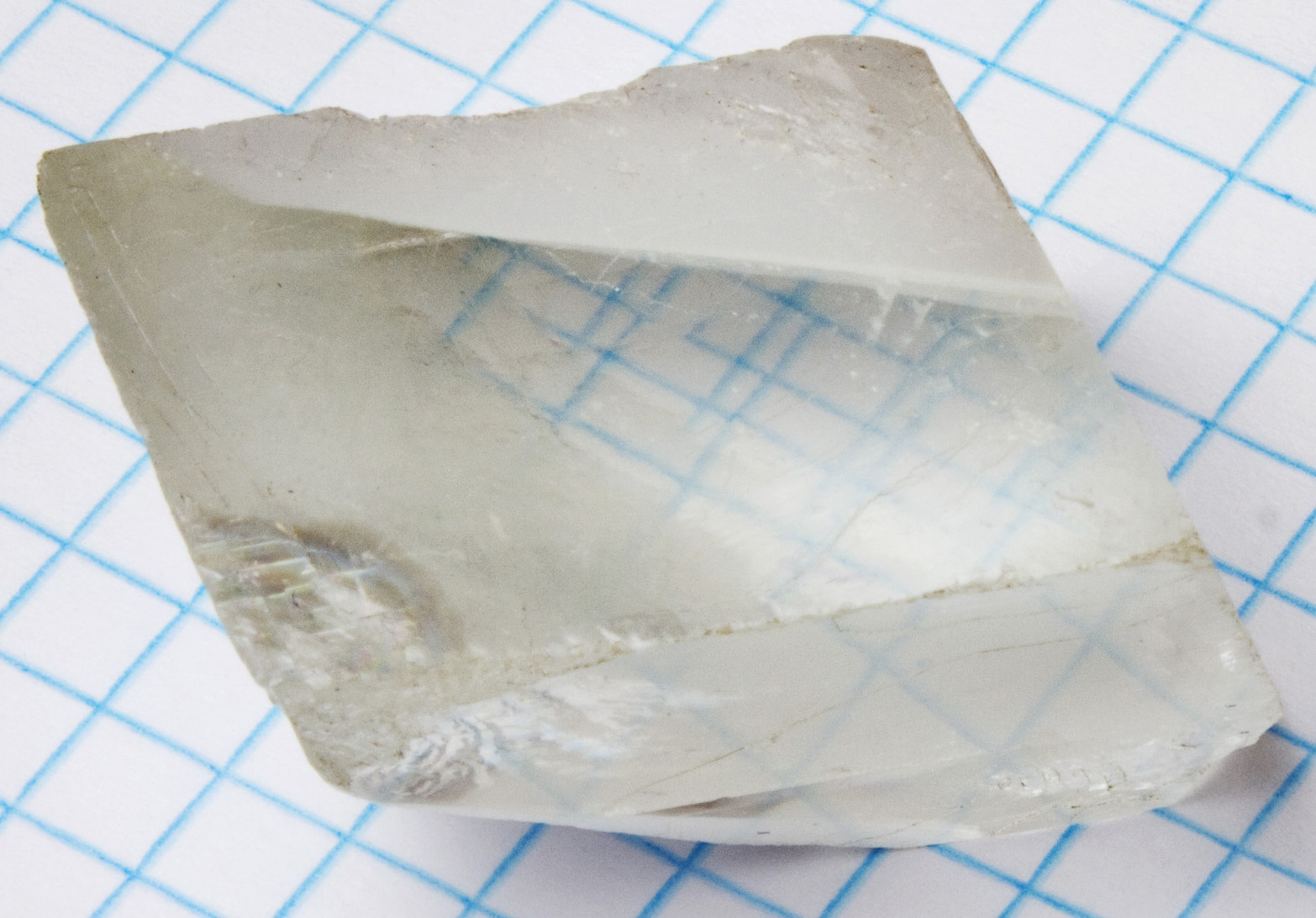
置放在方格紙上的方解石顯示出雙折射現象。较低的、未发生偏折的图像是原始像。

雙折射是材料的一种光學特性，可以用光的橫波性質來解釋。當光照射到各向異性晶體（單軸晶體，如方解石、石英、紅寶石等）時，發生兩個不同方向的折射；對於單光材料來說，當光偏振方向垂直於光軸時，光所感受到的折射率為尋常光折射率，稱為尋常光（英語：ordinary ray）或o光（英語：o-ray），另一束光的偏振方向平行於光軸則稱為非尋常光（英語：extraordinary ray）或e光（英語：e-ray）。這兩束光都是偏振光，當尋常光折射率小於非尋常光折射率時稱之正單光軸材料，反之稱負單光軸材料。光線從一個特殊的角度射入晶體時不會發生雙折射現象，這一角度稱為晶體的光軸。
波片是這種現象的一個應用。

## 參閱
格蘭-湯普遜稜鏡
1. ↑  Hecht, Eugene. .   [光学] fifth, global. Pearson. 2017. ISBN 978-0-13-397722-6.
2. ↑  .   [2017-11-08]. （原始内容存档于2020-10-17）.